# Preben Wölck
Preben Wölck Madsen (14. januar 1925 i Nykøbing Mors – 9. juni 2000), kendt som Preben Wölck, eller blot signaturnavnet Wölck, var en dansk billedkunstner, der især i 1960'erne opnåede succes og anerkendelse. 